# روابط ارمنستان و ترکمنستان
روابط دیپلماتیک دوجانبه بین ارمنستان و ترکمنستان وجود دارد. ارمنستان در عشق آباد سفارت دارد. ترکمنستان در ایروان سفارت دارد.